# Comté de Lake (Ohio)
Pour les articles homonymes, voir Comté de Lake.
Le comté de Lake est situé dans le nord-est de l’État de l'Ohio, aux États-Unis. Il comptait 227 511 habitants en 2000. Son siège est Painesville. Il doit son nom au Lac Érié qui le borde.
L'aéroport de Lost Nation est situé dans le comté.